# Droit de possession personnelle antérieure
Le droit de possession personnelle antérieure est le droit pour toute personne ayant développé une invention gardée secrète de pouvoir continuer à l’exploiter malgré le dépôt par une personne tierce d’un brevet visant une invention similaire. Le titulaire d’un brevet est censé avoir un monopole d’exploitation sur toute la zone de dépôt sauf à l’encontre des inventeurs pouvant prouver avoir créé cette invention avant et l’avoir gardée secrète.

## En France
En France, ce droit est assuré par l’article L613-7 du code de la propriété intellectuelle. Ce même article précise que ce droit d’exploitation est personnel et qu’il ne peut donc être transmis qu’avec le fonds de commerce, l’entreprise ou une partie qui y est attachée.

## Dans l'ensemble du monde
L'Organisation mondiale de la propriété intellectuelle a identifié 69 États dans lesquels le principe de la possession personnelle antérieure s’applique :
Albanie, Algérie, Allemagne, Arménie, Australie, Autriche, Azerbaïdjan, Bhoutan, Bulgarie, Bosnie-Herzégovine, Brésil, Burkina Faso, Canada, Chine, Costa Rica, Croatie, République tchèque, république populaire démocratique de Corée, Danemark, République dominicaine, Salvador, Finlande, France, Géorgie, Grèce, Hong Kong (Chine), Hongrie, Indonésie, Israël, Italie, Japon, Kenya, Kirghizistan, Lettonie, Lituanie, Madagascar, Île Maurice, Mexique, Maroc, Pays-Bas, Norvège, Oman, Pakistan, Pérou, Philippines, Pologne, Portugal, Qatar, Corée du Sud, Moldavie, Roumanie, Russie, Sao Tomé-et-Principe, Serbie, Slovaquie, Espagne, Sri Lanka, Suède, Suisse, Tadjikistan, Thaïlande, Turquie, Ouganda, Ukraine, Royaume-Uni, États-Unis, Viêt Nam, Zambie et parmi les membres de l'Office eurasien des brevets (OEAB).

## La mise en œuvre[Où?]
Le titulaire d'un droit de possession personnelle antérieure doit pouvoir prouver qu'il était en possession de l'invention avant son dépôt auprès d'un office de dépôt. Pour cela, il faudra que l'invention non brevetée ait été acquise à une date certaine. Il existe différents moyens de donner date certaine à une création.

### Le constat de notaire ou d'huissier
Il s’agit de mandater un huissier ou un notaire afin qu’il rédige un procès-verbal attestant de la date et de l’heure à laquelle la création lui a été présentée. Dans la plupart des pays européens, cette méthode offre une preuve difficilement contestable devant un juge.

### L'enveloppe Soleau
L'enveloppe Soleau, inventée vers 1910 par Eugène Soleau constitue un moyen simple pour protéger ses créations. Il est mis en œuvre en France par l'intermédiaire de l’Institut national de la propriété industrielle (INPI) auprès duquel elle peut être achetée. Après y avoir glissé une preuve de création, elle est envoyée à l’INPI qui la conserve pour une durée de 5 ans renouvelable une seule fois. Le tampon de l’INPI vaut date de création opposable.

### La preuve d'antériorité en ligne
Certaines sociétés offrent la possibilité de créer une preuve d'antériorité en réalisant une empreinte du document et un horodatage certifié (norme NFZ42 - Standard ETSI EN 319 421). Un certificat est retourné à l'auteur du fichier. Selon les services, le fichier est soit conservé par le prestataire pour assurer son intégrité et sa disponibilité dans le temps , soit la conservation du document original est laissée à la responsabilité du seul auteur. Ce sont le certificat et le document original qui constituent la preuve d'antériorité. 

### L'ancrage blockchain
Le processus de l'ancrage blockchain est simple : le créateur envoie les preuves de sa création qui sont hachées puis enregistrées dans une blockchain choisie pour sa robustesse et immuabilité. Chaque enregistrement est daté puis répliqué au sein d’une multitude de serveurs conservant la copie confidentielle de la création. La date et la preuve peut donc être attestées par l’intégralité des membres du réseau. 

### Le recours à des associations ou société de protection
Certaines associations et sociétés de gestion collective se sont spécialisées dans la protection des créations, comme par exemple, l’Agence pour la protection des programmes (APP).